# Obsessed by Cruelty
Obssessed by Cruelty (v překladu z angličtiny posedlý krutostí) je debutové studiové album německé thrash metalové kapely Sodom, které bylo vydáno 7. května roku 1986. Toto album a předchozí EP In the Sign of Evil mělo velký vliv na extrémní metal a takzvanou druhou vlnu black metalu. Euronymous, frontman norské kapely Mayhem uvedl v rozhovoru, že „raná alba Sodom a Destruction jsou mistrovská díla black metalu“. Zároveň pojmenoval své hudební vydavatelství Deathlike Silence Productions po druhé skladbě z tohoto alba.

## Nahrávání
Album Obsessed by Cruelty bylo ve výsledku nahráno dvakrát a obě verze byly vydány v různých teritoriích kvůli chybě nahrávací společnosti. První session byla nahrána v Berlíně, údajně Horstem Müllerem s Michael “Destructor“ Wulfem jako kytaristou. Nahrávací společnost považovala kvalitu nahrávky za příliš špatnou na to, aby album mohlo být vydáno, a tak byly všechny skladby stejně jako nová „After the Deluge“ nahrány znovu ve studiu Hilpoltstein (nedaleko Norimberka) Bobbym Bachingerem s novým kytaristou jménem Ahäthoor (alias Assator).
Původní odmítnutá berlínská nahrávka byla omylem použita na původní americké edici vydané Metal Blade a na většině vydání alba na všech formátech. Pouze evropské vydání LP u Steamhammeru zřejmě obsahuje druhou nahrávku ze Studia Hilpoltstein s dodatečnou skladbou „After the Deluge“: kromě LP na Steamhammeru lze verzi ze Studia Hilpoltstein nalézt pouze na chilském bootlegovém CD od Kamikaze Products vydaném v roce 2007.

## Seznam skladeb
Všechny skladby napsal(i) Tom Angelripper, Destructor, Witch Hunter. 
| Pořadí         | Název                                                    | Délka             |
| -------------- | -------------------------------------------------------- | ----------------- |
| 1.             | „Intro“                                                  | 1:53              |
| 2.             | „Deathlike Silence“                                      | 5:06              |
| 3.             | „Brandish the Sceptre“                                   | 2:56              |
| 4.             | „Proselytism Real“                                       | 3:31              |
| 5.             | „Equinox“                                                | 3:32              |
| 6.             | „Obsessed by Cruelty“                                    | 5:47              |
| 7.             | „Fall of Majesty Town“                                   | 4:01              |
| 8.             | „Nuctemeron“                                             | 3:00              |
| 9.             | „Pretenders to the Throne“                               | 2:39              |
| 10.            | „Witchhammer“                                            | 2:02              |
| 11.            | „Volcanic Slut“                                          | 3:21              |
| 12.            | „After the Deluge“ (bonusová skladba na německém vydání) | 4:54              |
| Celková délka: | Celková délka:                                           | US 37:48 DE 40:27 |

## Sestava
- Tom „Angelripper“ Such – vokály, baskytara
- Michael „Destructor“ Wulf – kytara (s výjimkou „After the Deluge“)
- Uwe „Ahäthoor“ Christophers – kytara (na „After the Deluge“)
- Christian „Witchhunter“ Dudek – bicí